# Most Brookliński
Most Brookliński (ang. Brooklyn Bridge) – jeden z najstarszych mostów wiszących na świecie o długości 1834 m (przęsło główne znajdujące się nad wodą ma długość 486 m), szerokości 26 m i wysokości 84 m. Łączy nowojorskie dzielnice Brooklyn i Manhattan, które oddziela od siebie East River. W chwili zakończenia budowy w 1883 r. był jednym z największych stalowych mostów wiszących na świecie.
Most Brookliński jest zaliczany do najsłynniejszych obiektów Nowego Jorku; jest znany m.in. z wielu filmów Hollywood.

## Historia
Most zaczęto wznosić 3 stycznia 1870 roku, a ukończono i otwarto dla ruchu 13 lat później, 24 maja 1883 roku. Budowa kosztowała około 15 milionów dolarów. Przy jego wznoszeniu zginęło 27 osób. Został wybudowany w stylu neogotyckim z charakterystycznymi, wysokimi łukami. Most został zaprojektowany przez firmę inżyniera budownictwa Johna Augustusa Roeblinga z Trenton, który miał na swym koncie kilka podobnych konstrukcji, jednak na dużo mniejszą skalę. Zmarł on wkrótce po rozpoczęciu budowy w wyniku infekcji stopy, a prace musiał kontynuować jego syn – Washington. On z kolei budowę mostu przypłacił zdrowiem zapadając na chorobę kesonową (w wyniku pracy w sprężonym powietrzu).
Most na początku obsługiwał jedynie ruch konny i tramwajowy; obecnie ma sześć pasów ruchu (po trzy w każdym kierunku) dla samochodów i pośrodku (powyżej pasów ruchu dla samochodów) chodnik dla pieszych (zabroniony jest ruch ciężarówek i autobusów, powyżej 2,7 t). W 1977 r. most został umieszczony w rejestrze zabytków architektonicznych. Budowla nie została przetestowana w tunelu aerodynamicznym (pod względem odporności na wiatr), ale dzięki mocnej konstrukcji udało się jej przetrwać, podczas gdy wiele podobnych mostów padło ofiarą sił natury.
Wraz z oddaniem mostu do użytku został na nim zamontowany system tramwaju linowego „bez końca”, czyli z liną poruszającą się ruchem okrężnym. Maszynownia liny znajdowała się na wschodnim brzegu East River. Możliwy był jednoczesny transport dwóch dwuczłonowych wagonów na moście. Wagony dojeżdżały do przyczółków mostu podczepione do lokomotywy, tam były od niej odłączane i zaczepiane do liny. Po przejechaniu przez most odczepiano się od liny i ponownie przyczepiano do lokomotywy z drugiej strony. W 1908 roku – po zbudowaniu tunelu pod East River – zrezygnowano z tego systemu.
1 marca 1994 roku na moście doszło do tragicznego wydarzenia, gdy Libańczyk Rashid Baz ostrzelał furgonetkę przewożącą członków ortodoksyjnej grupy żydowskiej Chabad-Lubawicz, w której znajdował się 16-letni Ari Halberstam i kilka innych osób; Halberstam zmarł 5 dni później w wyniku odniesionych ran. Baz prawdopodobnie działał w akcie zemsty za masakrę 29 muzułmanów dokonaną przez Barucha Goldsteina.

## Most Brookliński w kulturze, sztuce i poezji
- artykuł El Puente de Brooklyn opublikowany w 1883 roku przez José Martí[3];

- wiersz Edwarda Stachury „Nie Brookliński Most” z muzyką K. Myszkowskiego, wykonywane przez Stare Dobre Małżeństwo; istnieje też muzyka J. Satanowskiego. Wiersz Stachury jest poetycką polemiką z wierszem Władimira Majakowskiego „Brookliński Most” z lat 20, który jest futurystyczną pochwałą życia (dla podziwu geniuszu inżynierskiego). Piosenkę Hołdysa „Most Brookliński” wykonano w 2006 na głównej scenie Przystanku Woodstock;

- piosenka Bourbon mnie wypełnia śpiewana przez Kazika Staszewskiego; zawiera ona fragment „Świat piękniejszy jest niż Brookliński Most”. Jest ona tłumaczeniem, autorstwa Romana Kołakowskiego, utworu Toma Waitsa Jockey Full of Bourbon. W oryginale jednak Most Brookliński nie występuje;

- okładka płyty World Coming Down amerykańskiego zespołu doommetalowego Type O Negative przedstawiająca widok na most oraz fragment Manhattanu. W 2008 roku zespół Nickelback nakręcił na moście kilka scen do teledysku „Gotta Be Somebody”;

- teledysk do piosenki „Bridge Over Troubled Water” (most przez wzburzoną wodę) nakręcony przez amerykańską wokalistkę Lindę Clifford;

- czarno-białe zdjęcia mostu wykonane przez Henriego Silbermana[4];
- Most Brooklyński jest bohaterem opowiadania "Coś pięknego" ("Thing of Beauty")[5] Normana Spinrada, opublikowanego w styczniu 1974 roku w czasopiśmie "Analog Science Fiction and Fact". Polski przekład opowiadania ukazał się w 1978 w drugim tomie antologii "Rakietowe Szlaki".

- Brookliński Most pojawia się również w wielu filmach, np. „Idealny facet”, „Jestem legendą”, „Godzilla” (zniszczony most był ważnym elementem scenografii), „Seks w wielkim mieście (był miejscem końcowej sceny, gdy Miranda spotyka się z mężem); zdjęcia mostu bardzo często pojawiają się także w serialu The CW „Plotkara”, a sam obiekt jest czołówką serialu Dwie spłukane dziewczyny (widziany z helikoptera).

## Galeria

Most Brookliński na fotografiach
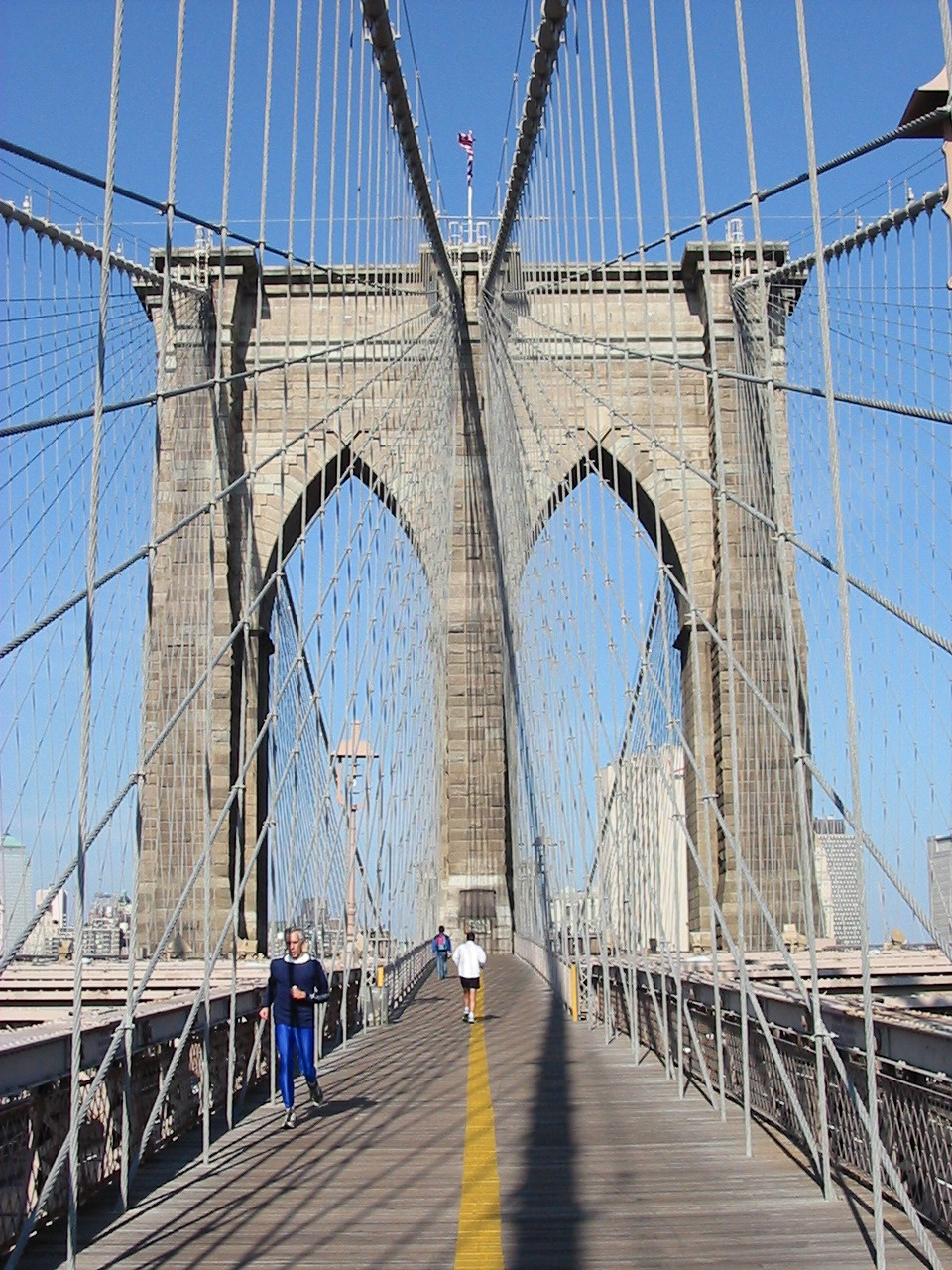
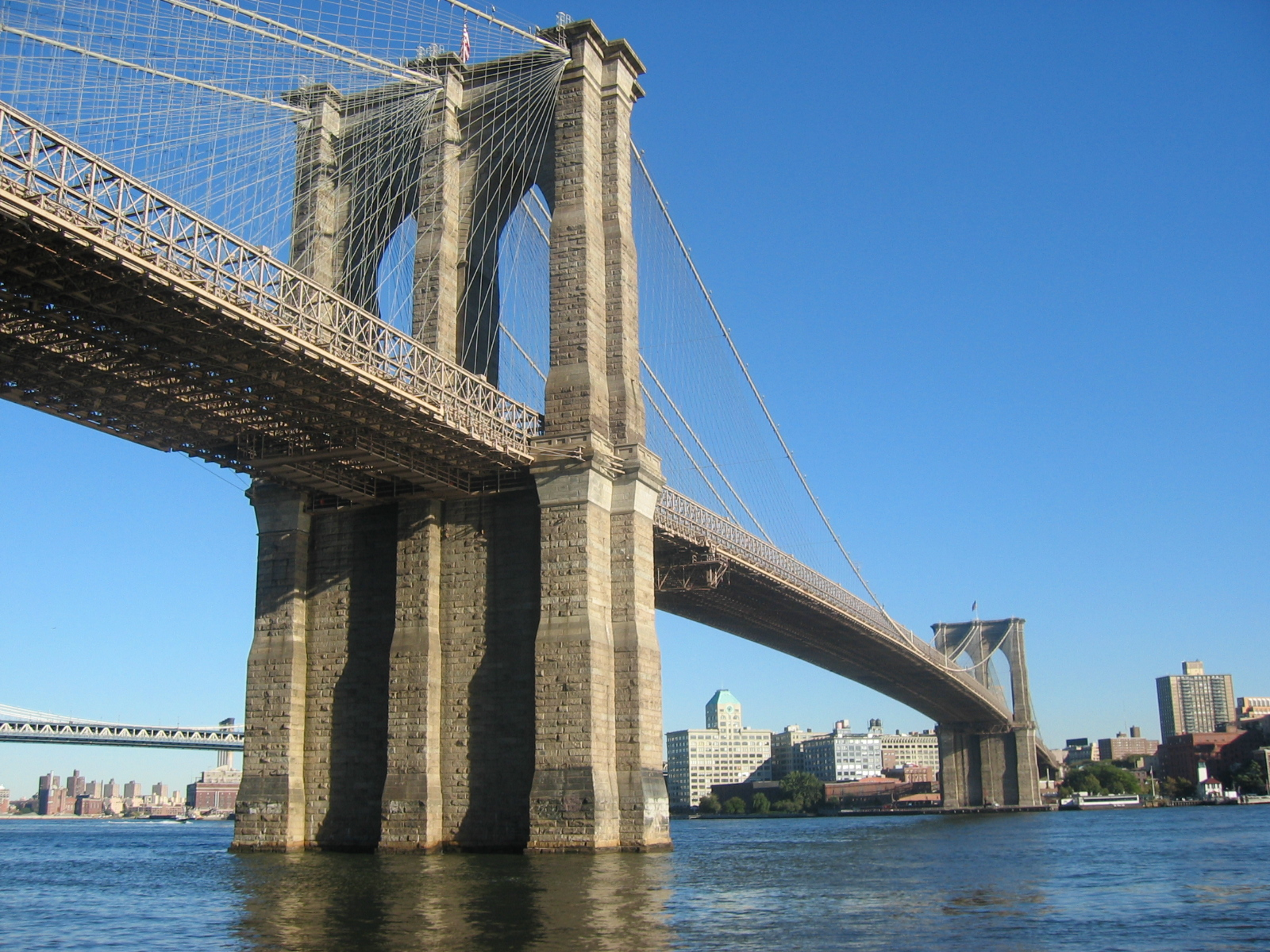
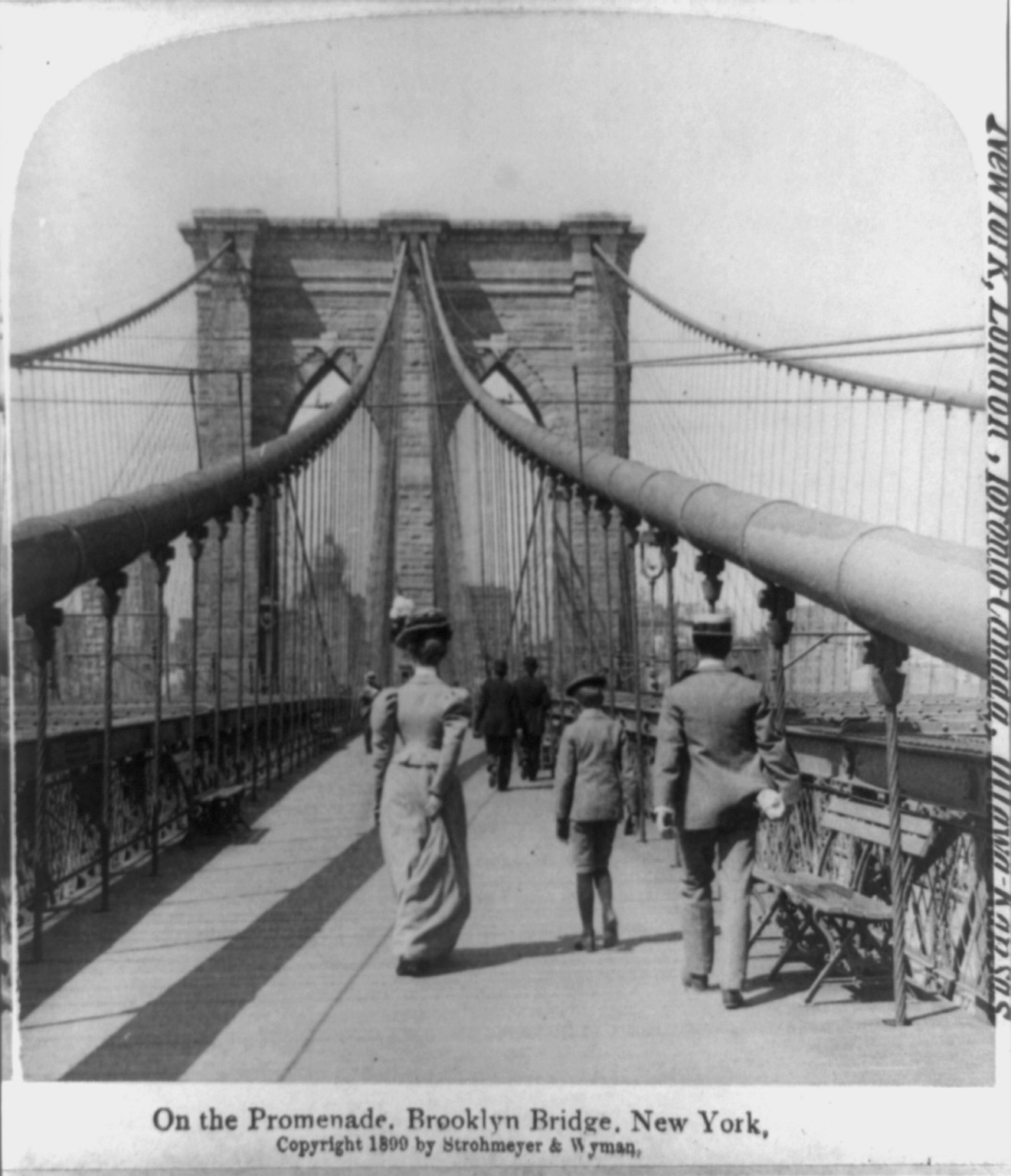
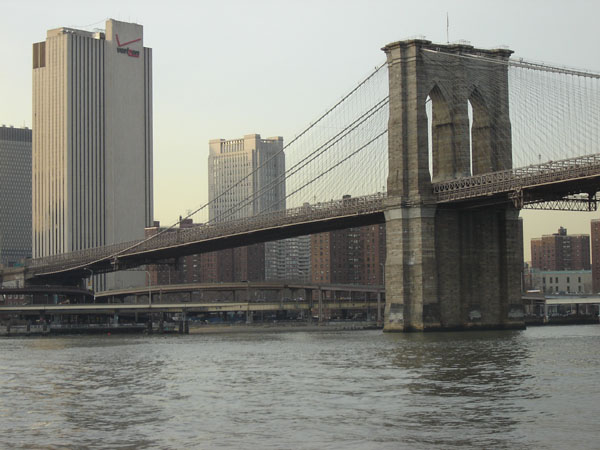
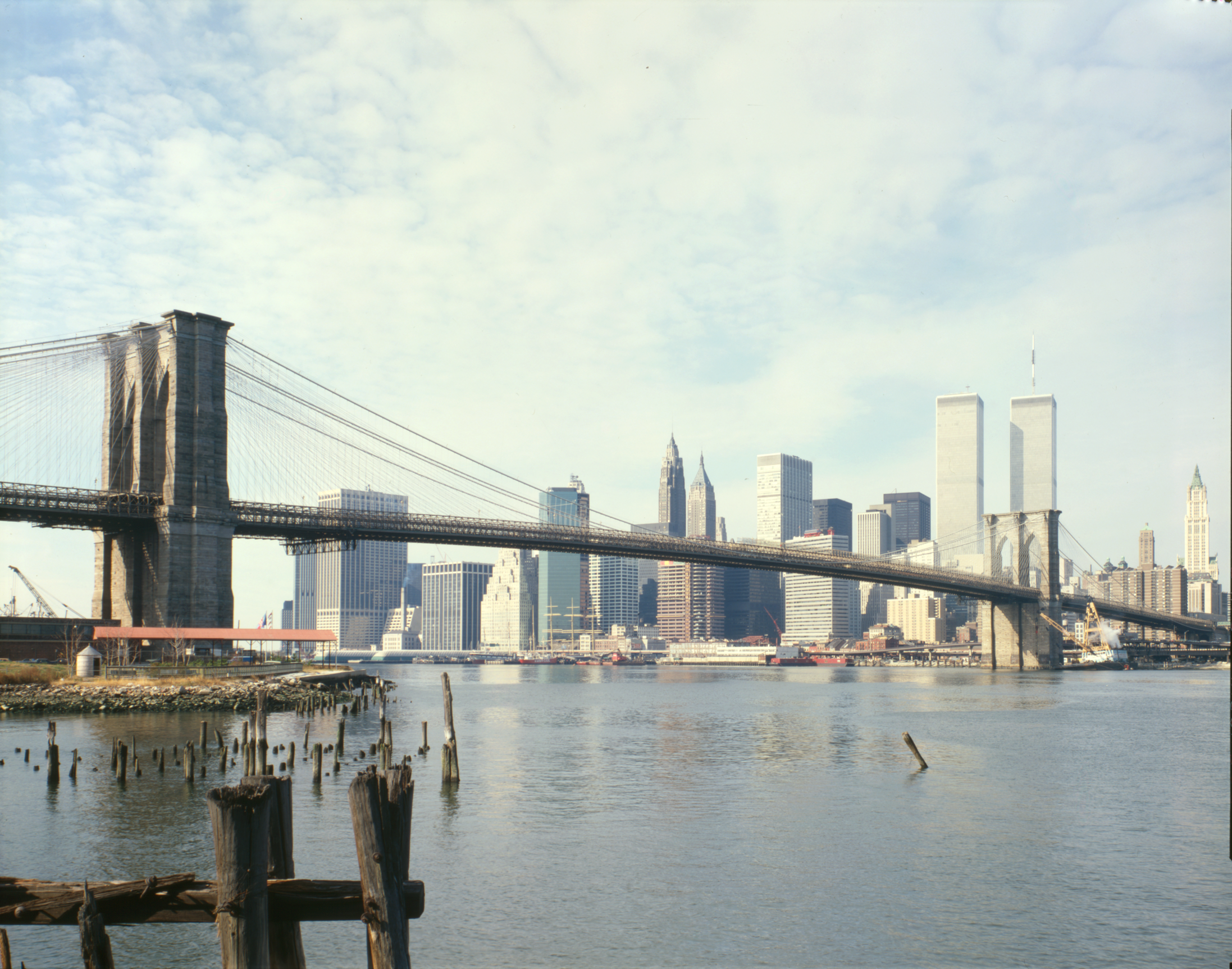
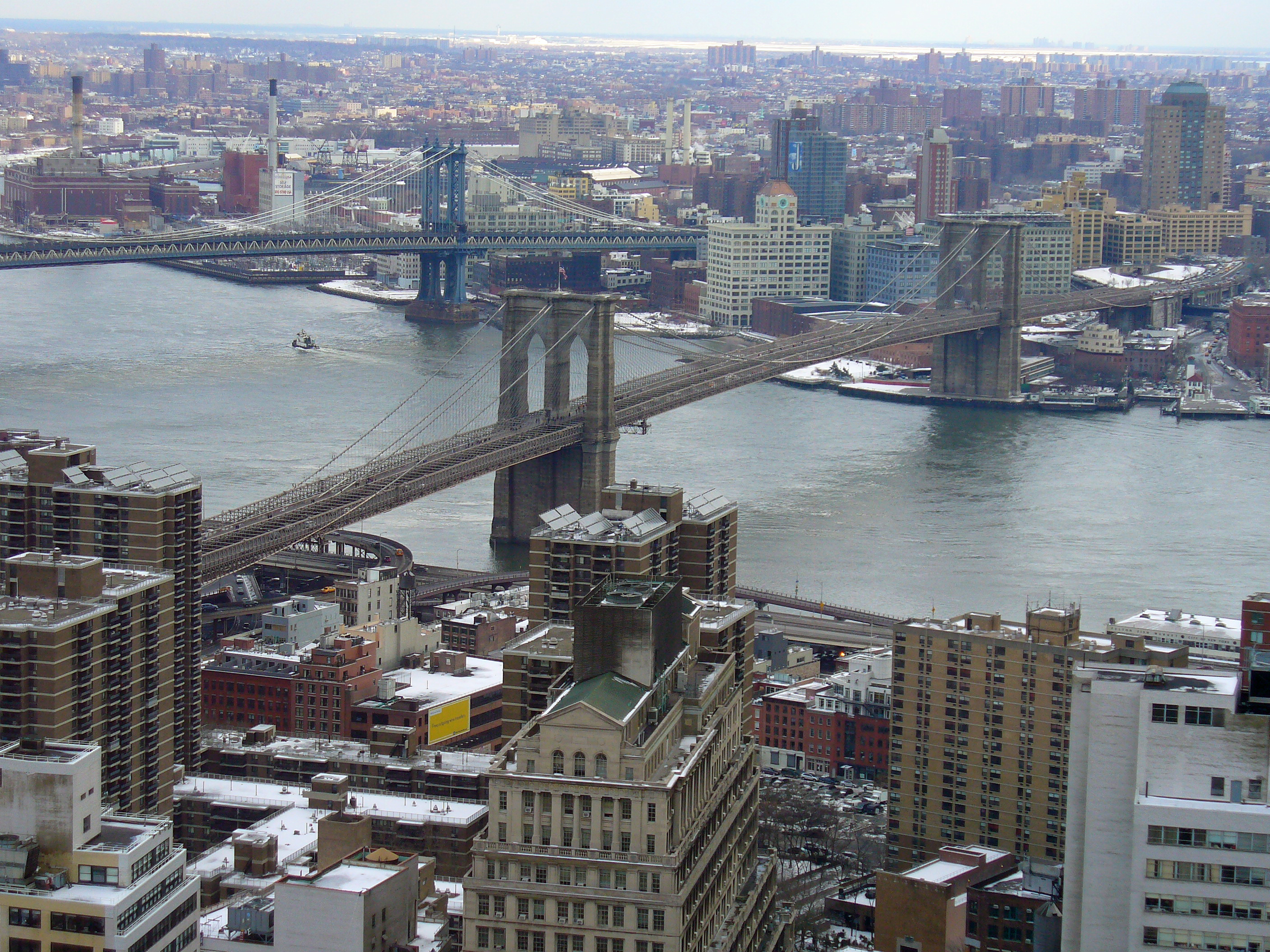
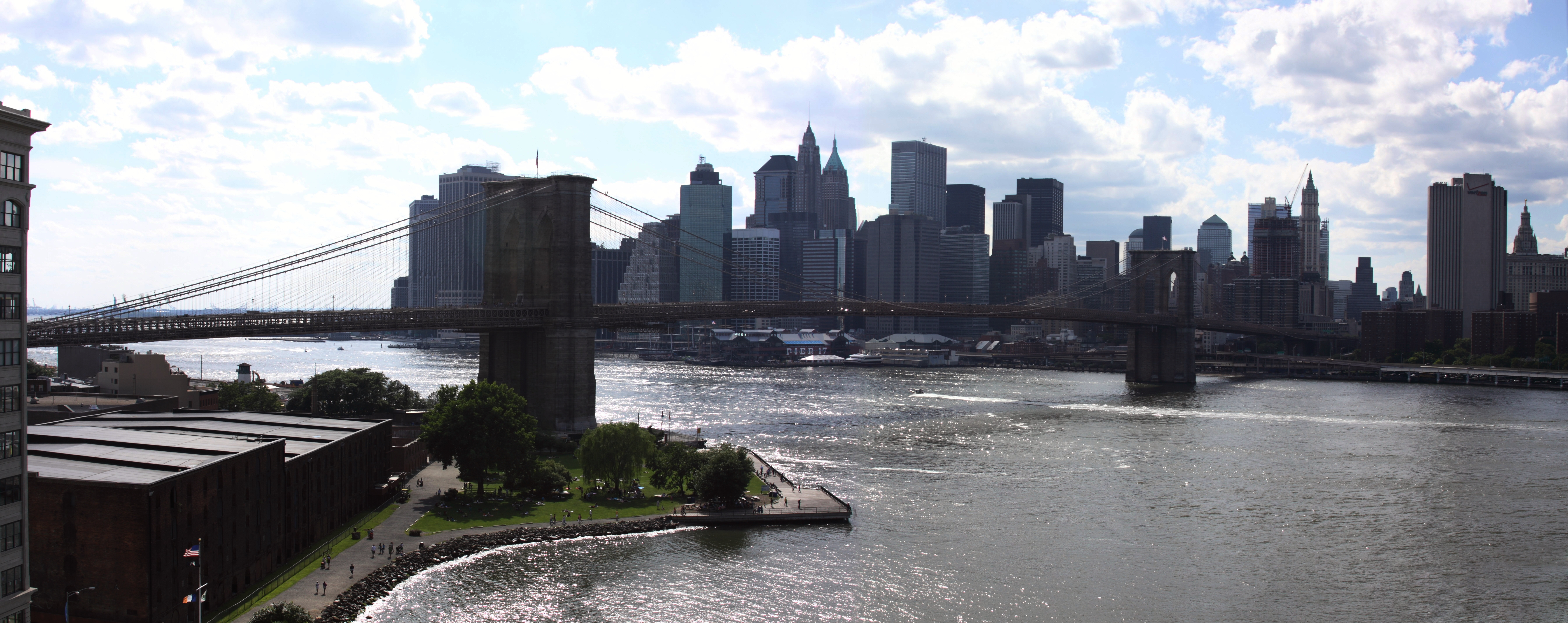
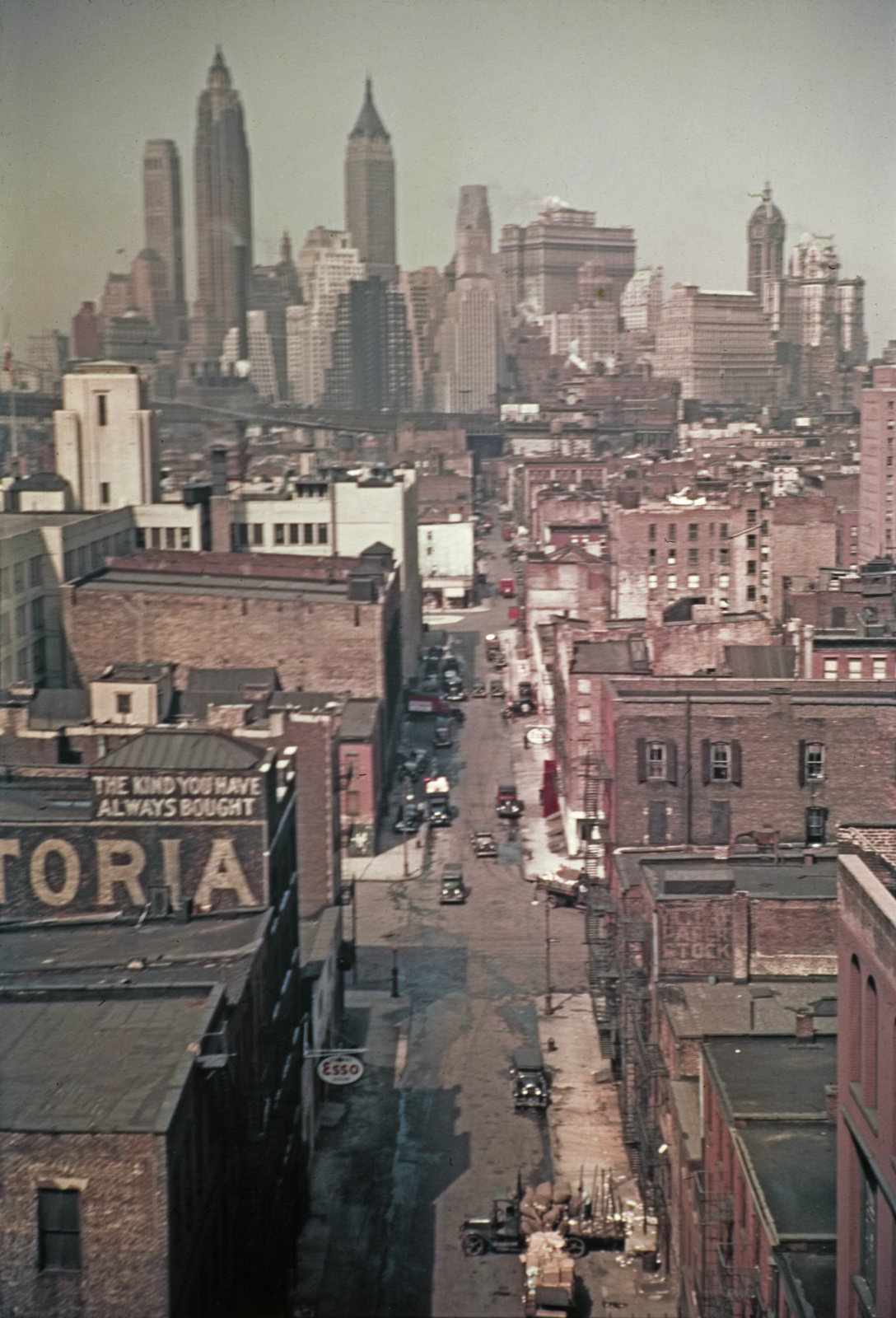
Liny stalowe mostu widoczne są po lewej stronie fotografii z 1938 r.

## W kulturze
- Lotnicze ujęcie jednego z pylonów stanowi czołówkę serialu Dwie spłukane dziewczyny.